# Carbosphaerella
Carbosphaerella — рід грибів родини Halosphaeriaceae. Назва вперше опублікована 1969 року.

## Класифікація
До роду Carbosphaerella відносять 2 види:
- Carbosphaerella leptosphaerioides
- Carbosphaerella pleosporoides